# Chibam (Amran)
Pour les articles homonymes, voir Chibam (homonymie).
Chibam (en arabe : شبام) est une ville du gouvernorat d'Amran, située à 35 km à l'ouest de Sana'a, au Yémen.